# James Perrineau
James Perrineau (1987) è un giocatore di football americano britannico, che gioca come defensive tackle per gli Helsinki Roosters.
Ha iniziato la carriera in Gran Bretagna (ai Southern Sundevils e ai Portsmouth Destroyers), per poi passare la quasi totalità degli anni successivi in squadre finlandesi (Seinäjoki Crocodiles, Helsinki 69ers, Turku Trojans, Hämeenlinna Huskies, East City Giants, Helsinki Wolverines e Helsinki Roosters) con una breve parentesi ai danesi Triangle Razorbacks